# Таловка (село, Бурятия)
Та́ловка — село в Прибайкальском районе Бурятии. Входит в сельское поселение «Мостовское».

## География
Расположено между сёлами Югово(расстояние 3 км) и Мостовка(центр сельского поселения, расстояние 4 км), в левобережной части Прибайкальского района, на левом берегу речки Таловки, в 1 км южнее от места её впадения в Селенгу. Вдоль юго-восточной окраины села проходит федеральная автомагистраль Р258 «Байкал», в 1 км южнее которой находится остановочный пункт 5578 км на Транссибирской магистрали (5 км западнее станции Таловка и посёлка Таловка).

## История
Деревня под названием Таловка на одноимённой речке, левом притоке Селенги, упоминается в документах за 1732 год.

## Население
| 2002 | 2010 |
| ---- | ---- |
| 212  | ↘161 |

## Инфраструктура
Начальная школа, сельский клуб, фельдшерско-акушерский пункт.